# Під сіткою
«Під сіткою» (англ. Under the Net) — дебютний роман британської письменниці Айріс Мердок, написаний 1954 року. Один із найвідоміших і найзначніших творів письменниці. Роман входить до сотні неперевершених англомовних романів (англ. All-time 100 novels) за версією журналу Time.
Епіграфом до роману є рядки поеми «Світська маска» Джона Драйдена, які символізують життєвий шлях головного героя роману.

## Сюжет
Оповідь ведеться від імені молодого чоловіка, Джейка Донаг'ю, чий побут не облаштований, а життя неприкаяне. Він перекладач художньої літератури, «талановитий, але лінивий», як сам описує себе, і не особливо щасливий. Життя випробовує його на міцність. Спочатку він втрачає безплатне житло і починаються його поневіряння в пошуках власного кута. Потім, страждаючи від безгрошів'я і перебиваючись так званим літературним поденщиною, він якийсь час навіть працює санітаром у лікарні. Джейк не падає духом, не впадає в депресивні настрої, не скаржиться на життя, а лише дивується, чому все не йде так, як було задумано. Несподівана зустріч з Анною Квентін, дівчиною, що залишила помітний слід у душі Джейка, стає початком ланцюжка фантастичних та авантюрних подій у його долі.

## Історія створення
Роман створено на початку 1950-х років, коли в британській літературі з'явилися зачатки так званої літератури «сердитих молодих людей», яскравими представниками якої були Кінгслі Еміс та його «Щасливчик Джим», Джон Вейн та його роман «Поспішай вниз», Джон Осборн та його п'єса «Озирнися в гніві» та ін. Роман «Під сіткою» спочатку також зараховували до цієї літературної течії, проте роману Айріс Мердок не були властиві такі атрибути сердитої літератури, як антигерой, соціальний протест тощо. Роман радше являє собою якийсь симбіоз філософського та шахрайського роману. Критики також схарактеризували «Під сіткою» як перший і єдиний гумористичний твір, що вийшов з-під пера авторки.

### Назва роману
Сітка в Мердок тлумачиться як хаос буття, що затягує людину і підживлюється взаємним нерозумінням, егоцентризмом та глухістю людей до себе та оточення. У шостому розділі наведено уривок із роману Джейка Донаг'ю Мовчальник, де є рядки, що закінчуються словами «під цю сітку» (англ. under the net): 
|  | «Будь-яка теоретизація — це втеча. Ми повинні керуватися самою ситуацією, а кожна ситуація неповторна. Вона містить щось таке, до чого ми ніколи не можемо підійти впритул, хоч би скільки пробували описати це словами, хоч би скільки намагалися забратися під цю сітку»:91. Оригінальний текст (англ.) All theorizing is flight. We must be ruled by the situation itself and this is unutterably particular here. Indeed it is something to which we can never get close enough, however hard we may try as it were to crawl under the net. |